# Landskab (landsdel)
 Denne artikel omhandler landskab som betegnelse for en landsdel. For landskab som et geografisk eller naturmæssigt område, se landskab.
Landskab er et  ord hvis oprindelse går tilbage til forhistorisk tid, og kommer af det oldnordiske landskapr der betyder forhold i et land; landskab, egn,  landsdel. Helt frem til middelalderen fungerede mange landskaber (til tider kaldet lande eller  landsdel) som selvstændige politiske enheder med egne landskabslove og landsting.
På dansk bruges betegnelsen landskab mest om historiske forhold, samt om de svenske og finske landskaber. Om nutidige danske forhold bruges i stedet det beslægtede landsdel.
Betegnelsen bruges stadig (i den svenske form landskap) i Finland som administrativ inddeling og i Sverige hvor landskaberne nu er historiske, men stadig omtales i dagligsproget med deres gamle navne. Også bl.a. Tyskland har historiske landskaber (Landschaft på tysk).